# سوء وظيفة الأمعاء عصبي المنشأ
يتميز سوء وظيفة الأمعاء عصبي المنشأ (بالإنجليزية: Neurogenic bowel dysfunction)‏ بعدم القدرة على التحكم في التغوط بسبب اضطرابات عصبية، ما يؤدي إلى إمساك أو تبرز لا إرادي. هذا الاضطراب شائع عند الأشخاص المصابين بإصابات في النخاع الشوكي أو التصلب المتعدد أو أمراض عصبية أخرى.
يمتلك الجهاز الهضمي تعصيبًا معقدًا يعتمد على التفاعل المنسق بين التقلصات العضلية والتنبيهات العصبية. يحدث سلس البراز أو الإمساك عند وجود مشكلة في عمل الأمعاء الطبيعي، وقد يحدث ذلك لعدة أسباب. تحدث تقلصات القولون في الحالة الطبيعية من أجل المساعدة في خلط الطعام المهضوم وامتصاص الماء ودفع المحتويات على طول الأمعاء. ينتج عن هذه العملية انتقال البراز من القولون إلى المستقيم. يسبب وجود البراز في المستقيم ارتخاء انعكاسي للمعصرة الشرجية الداخلية، وبالتالي يمكن أن تنتقل محتويات المستقيم إلى القناة الشرجية، ما يسبب الشعور بالحاجة إلى التبرز. يرسل الدماغ إشارات عصبية في الوقت المناسب تؤدي إلى استرخاء المعصرة الشرجية الخارجية والعضلات العانية المستقيمة التي تخضع للتحكم الإرادي وهذا ما يسمح بالتغوط.
تؤثر إصابة النخاع الشوكي والمشاكل العصبية الأخرى على الجهاز الهضمي السفلي ما يؤدي إلى سلس البراز أو الإمساك، وقد يتأثر الجهاز الهضمي العلوي أيضًا وغالبًا ما يعاني المرضى المصابون بسوء وظيفة الأمعاء العصبية من أعراض متعددة. تُظهر الأبحاث أنَّ هناك انتشارًا كبيرًا لاضطرابات الجزء العلوي من البطن، فمثلًا أظهرت دراسة أنَّ 22% من مرضى إصابات النخاع الشوكي أبلغوا عن شعورهم بالنفخة، وحوالي 31% من مرضى إصابات النخاع الشوكي يعانون من أعراض هضمية.

## العلامات والأعراض
يمكن أن يكون لسوء وظيفة الأمعاء عصبي المنشأ تأثير على حياة الشخص لأنه غالبًا ما يؤدي إلى مشاكل نفسية واضطرابات في العلاقات الشخصية والحياة الاجتماعية، ويمكن أن يقلل أيضًا من استقلالية الشخص. هناك أيضًا أدلة تُظهر أن عدم التحكم في البراز يمكن أن يزيد من خطر الإصابة بالاكتئاب والقلق.

## الأسباب
تؤثر الاضطرابات العصبية المختلفة على الجهاز الهضمي بطرق مختلفة:

### إصابات النخاع الشوكي
يختلف سوء وظيفة الأمعاء عصبي المنشأ الناجم عن إصابات النخاع الشوكي اختلافًا كبيرًا بحسب شدة ومستوى إصابة النخاع الشوكي، ففي إصابة النخاع الشوكي الكاملة تزول كل الوظائف الحسية والحركية تحت مستوى الإصابة، ويحدث فقدان في التحكم الإرادي وفقدان الإحساس بالحاجة إلى التبرز، أما إصابة النخاع الشوكي غير المكتملة فيبقى فيها جزء من الإحساس أو الوظيفة الحركية تحت مستوى الإصابة.
يمكن تصنيف سوء وظيفة الأمعاء عصبي المنشأ الناجم عن إصابة النخاع الشوكي إلى نوعين: إصابات العصبون المحرك العلوي وإصابات العصبون المحرك السفلي. تؤدي إصابات العصبون المحرك العلوي إلى فرط التوتر وتشنج الأمعاء لأن مركز منعكس التغوط الذي يسبب الانقباض اللإرادي لعضلات المستقيم والشرج يظل سليمًا، ومع ذلك فإن تلف الأعصاب يؤدي إلى تعطيل الإشارات العصبية وبالتالي يحدث خلل في القدرة على إرخاء المعصرة الشرجية والتبرز، ما يؤدي غالبًا إلى الإمساك. تقع إصابات العصبون المحرك العلوي فوق مستوى الفقرة الظهرية 12. يمكن أن تسبب إصابات العصبون المحرك السفلي ضعف المنعكسات وارتخاء المعصرة الشرجية الخارجية، ما يؤدي في الغالب إلى سلس برازي. وتكون إصابات العصبون المحرك السفلي تحت مستوى الفقرة الظهرية 12.

### التصلب المتعدد
توجد مجموعة متنوعة من الأعراض التي ترتبط بهذه الحالة وتنتج جميعها عن فقدان الميلالين، وهو المادة العازلة المحيطة بالخلايا العصبية. هذا يعني أن الإشارات العصبية تتقطع وتتباطأ ما يؤدي إلى تقلص العضلات بشكل غير منتظم وأقل شدة من الطبيعي، ما يؤدي إلى زيادة وقت عبور البراز للقولون. يؤدي بقاء البراز في القولون لفترة أطول لامتصاص المزيد من الماء وصعوبة التبرز وزيادة أعراض الإمساك. يمكن أن تؤدي هذه المشكلة العصبية أيضًا إلى انخفاض عتبة الإحساس بامتلاء المستقيم وضعف العضلة المعصرة الشرجية بسبب التقلص العضلي الضعيف، ما قد يؤدي إلى سلس البراز. يعاني مرضى التصلب المتعدد من تناوب الإمساك والإسهال، ويمكن أن يكون ذلك بشكل حاد أو مزمن أو متقطع بسبب تقلب نمط مرض التصلب العصبي المتعدد.

### الآفات الدماغية
يمكن أن تؤدي آفات مركز التغوط في الدماغ إلى سوء وظيفة الأمعاء عصبي المنشأ. قد تؤدي السكتة الدماغية أو إصابات الدماغ المكتسبة إلى تلف هذا المركز. يؤدي تلف مركز التغوط إلى فقدان التنسيق بين تقلصات الشرج والمستقيم وفقدان الإحساس بالحاجة إلى التبرز.

### الداء السكري
يعاني 20% من مرضى الداء السكري من سلس برازي بسبب اعتلال الأعصاب اللاإرادية غير العكوس، ويعود ذلك إلى ارتفاع مستويات الغلوكوز في الدم والتي تتلف الأعصاب بمرور الوقت، ما قد يؤدي إلى ضعف الإحساس في المستقيم والقناة الشرجية.

## الآلية
توجد أنواع مختلفة من الخلايا العصبية التي تشارك في تعصب الجهاز الهضمي السفلي. يتحكم الجهاز العصبي المعوي بشكل مباشر في حركة الأمعاء، بينما تؤثر مسارات التعصب الخارجي على انقباض الأمعاء بشكل غير مباشر من خلال تعديل التعصيب المعوي. يتأثر التعصيب الخارجي في كل حالات سوء وظيفة الأمعاء عصبي المنشأ في حين يبقى التعصيب المعوي سليمًا، والاستثناء الوحيد هو داء باركنسون الذي يتأثر فيه التعصيب المعوي والخارجي.
يشمل التغوط عمليات واعية وغير واعية، وعندما يتضرر الجهاز العصبي الخارجي، يمكن أن يتأثر كل منهما. يتحكم الجهاز العصبي الجسدي في العمليات الإرادية الواعية فمثلًا يوجه تقلص العضلة المخططة في العضلة المعصرة الشرجية الخارجية للقيام بعملها عن طريق الدماغ، والذي يرسل إشارات على طول الأعصاب التي تعصب هذه العضلة، أما التحكم في العمليات اللاوعية فيشرف عليه الجهاز العصبي اللاإرادي، ويشمل حركات لا إرادية مثل تقلص العضلات الملساء للمعصرة الشرجية الداخلية أو القولون. يوفر الجهاز العصبي اللاإرادي معلومات حسية أيضًا.

## التشخيص
يجب وضع تشخيص سوء وظيفة الأمعاء عصبي المنشأ بدقة من أجل علاجه بشكل صحيح. يعتمد التشخيص على طرق متعددة، أهمها: الفحص السريري الدقيق والقصة المرضية، يمكن للمرضى استخدام مخطط خاص لمساعدتهم على وصف خصائص التبرز لديهم. قد يكون هناك اختبار مفيد آخر لتشخيص سوء وظيفة الأمعاء عصبي المنشأ وهو تصوير البطن بالأشعة السينية، إذ يمكن أن يظهر هذا التصوير توزع البراز وأي تشوهات في القولون (مثل تضخم القولون). قد تختلف الطرق المستخدمة في التشخيص اعتمادًا على ما إذا كان المريض يعاني من سلس البراز أو الإمساك.[بحاجة لمصدر]

## العلاج
لكل حالة خطة خاصة بحسب الأعراض التي حدثت والسبب في حدوثها. هناك دراسات محدودة حول أفضل طريقة لعلاج سوء وظيفة الأمعاء عصبي المنشأ، ولا تزال الأبحاث مستمرة في هذا المجال. يمكن تجربة مجموعة متنوعة من الخيارات اعتمادًا على أعراض المريض وحالته، وينصح المريض بأفضل علاج ممكن من قبل طبيبه الخاص. تتضمن بعض خطط العلاج: تعديل النظام الغذائي، واستخدام الملينات، والتفريغ اليدوي للبراز، وتدليك البطن.